# ادر دلگادو
ادر دلگادو (اسپانیایی: Edder Delgado‎؛ زاده ۲۰ نوامبر ۱۹۸۶) یک بازیکن فوتبال اهل هندوراس است.
وی همچنین در تیم‌های ملی فوتبال هندوراس بازی کرده‌است.